# Pseudoxenodon
Pseudoxenodon es un género de serpientes de la subfamilia Pseudoxenodontinae. Sus especies se distribuyen por el Sudeste Asiático y China.

## Especies
Se reconocen las siguientes:
- Pseudoxenodon bambusicola Vogt, 1922
- Pseudoxenodon baramensis Smith, 1921
- Pseudoxenodon inornatus (Boie, 1827)
- Pseudoxenodon karlschmidti Pope, 1928
- Pseudoxenodon macrops (Blyth, 1855)
- Pseudoxenodon stejnegeri Barbour, 1908